# 溪西站
溪西站是位于浙江省兰溪市兰江街道的一个铁路车站，有金千铁路经过，邮政编码321100。车站建于1957年，2018年9月撤销。车站隶属上海铁路局金华车务段，撤销前办理货运业务，距离金华站27公里，是四等站。

## 概要
溪西站在撤销前办理整车货物到发业务；不办理客运业务，车站及其上下行区间均未电气化。车站设有通往浙江华东铝业股份有限公司的专用线。
溪西站内原设有一座平交道口，有上园路经过。道口于2018年开始实施平改立工程，道口于2018年8月28日起封闭。溪西站于2018年9月28日撤销。

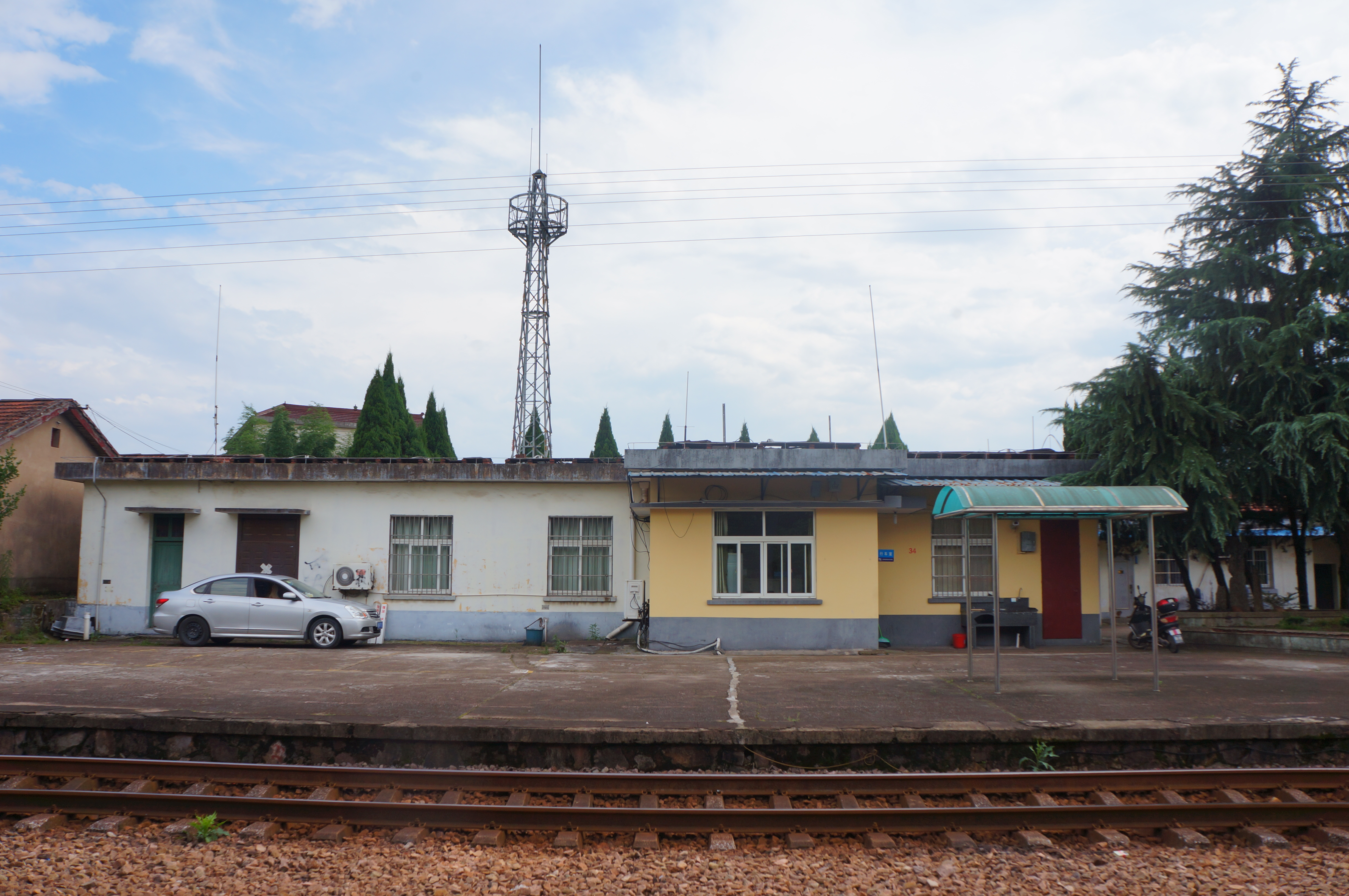
车站站房
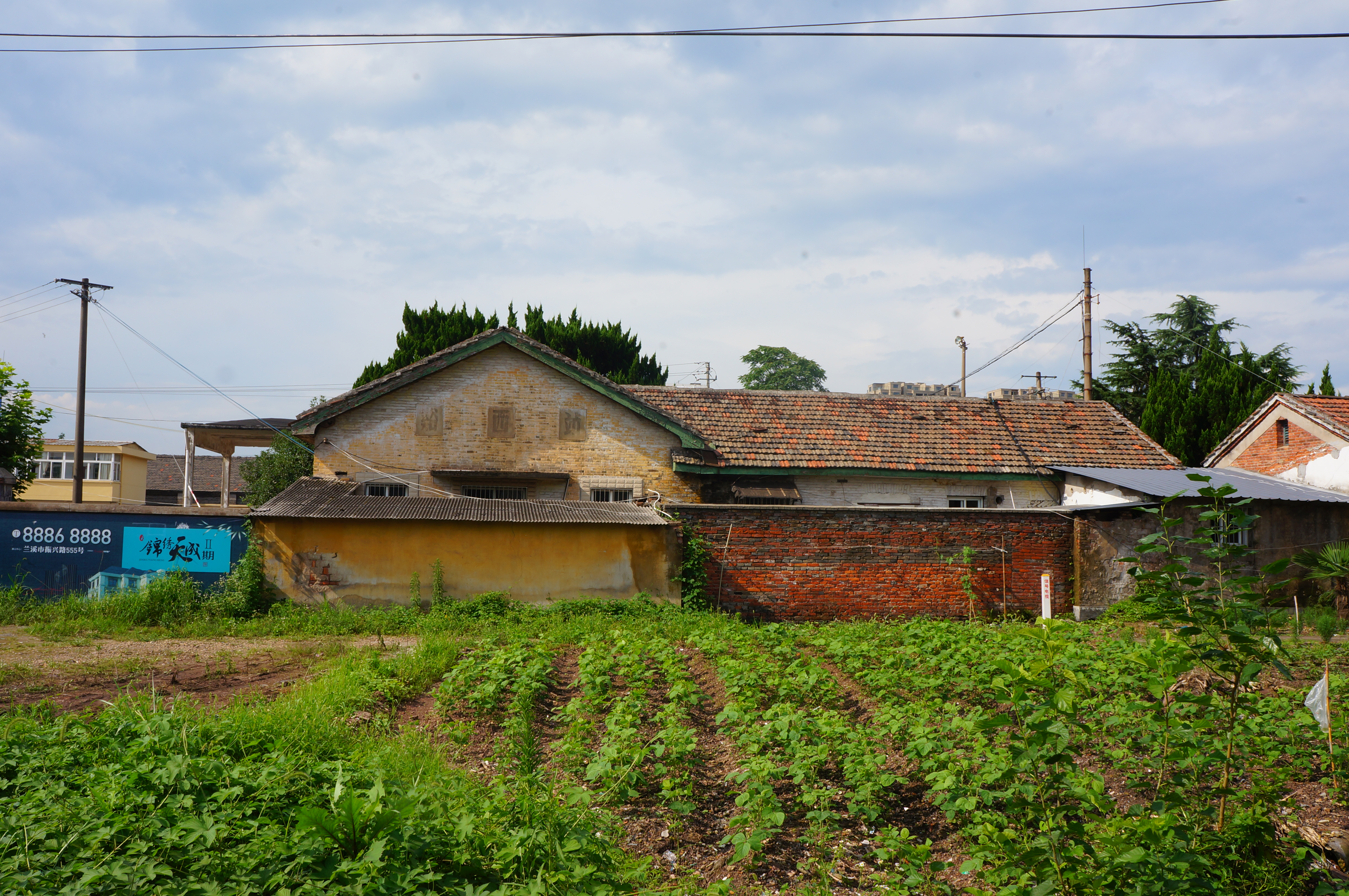
老站房
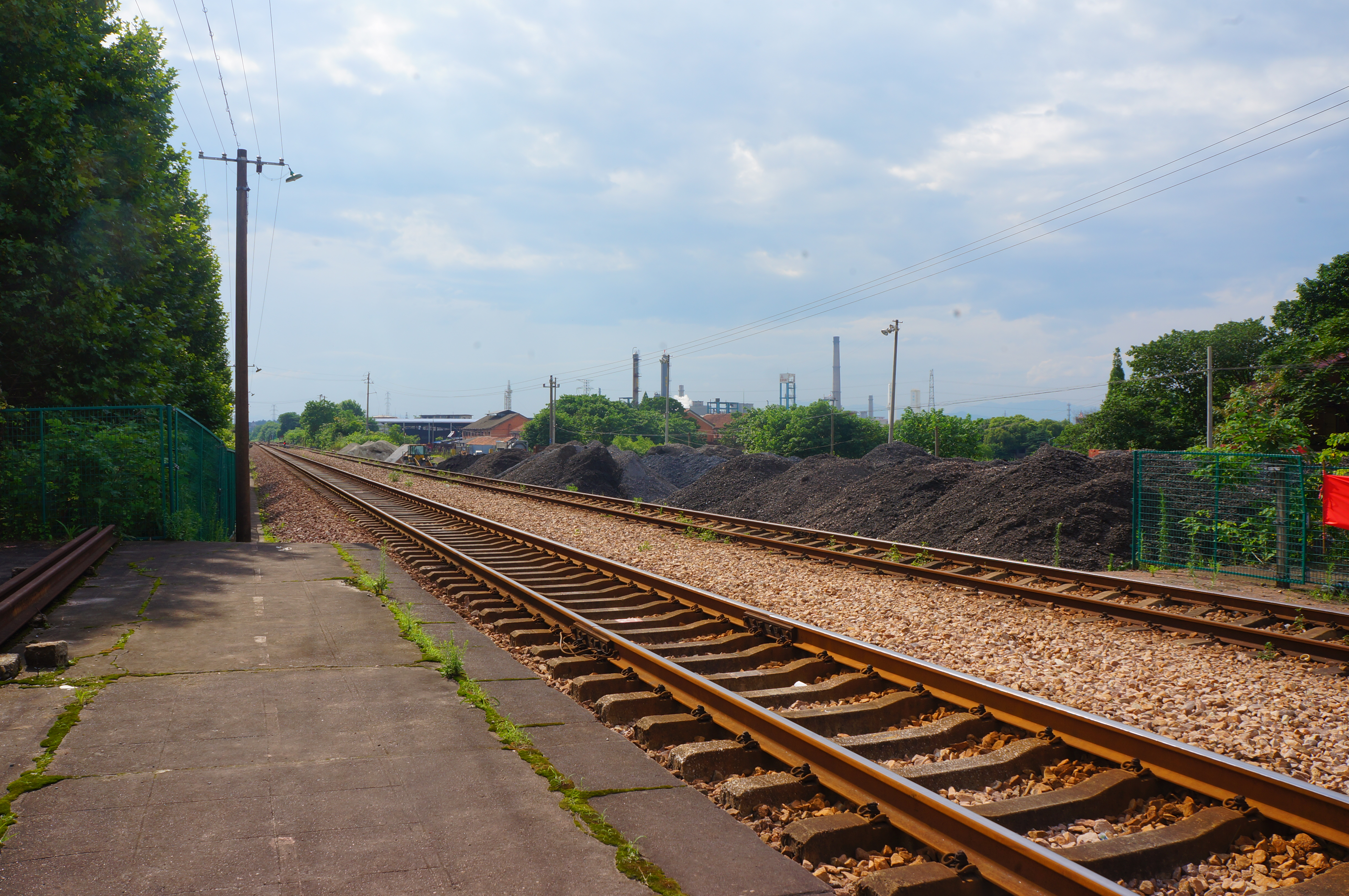
下行方向路轨
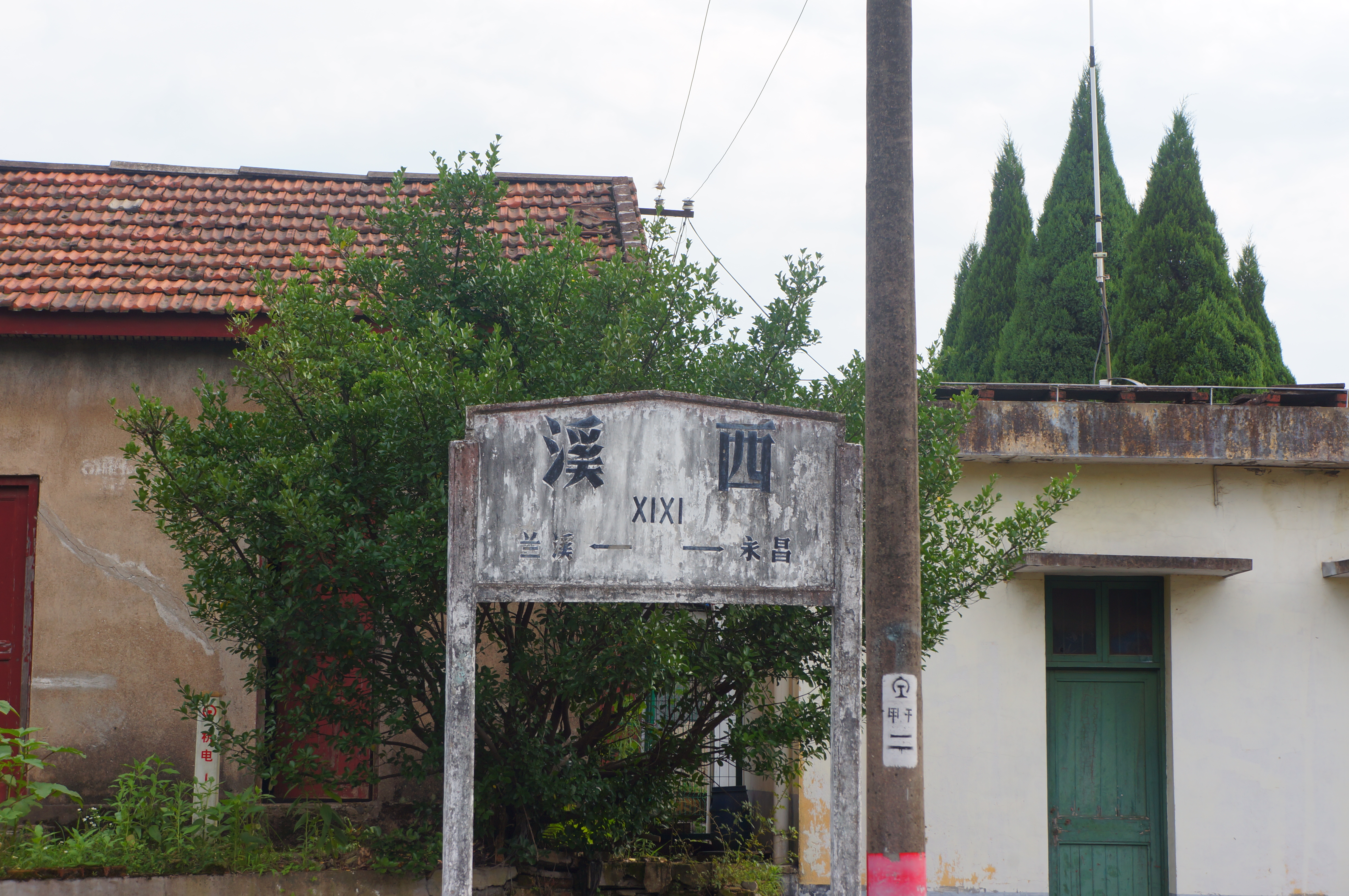
车站站牌

## 车站周边
- 浩塘头
- 环城西路